# Grylloblatta scudderi
Grylloblatta scudderi är en insektsart som beskrevs av Kamp 1979. Grylloblatta scudderi ingår i släktet Grylloblatta och familjen Grylloblattidae. Inga underarter finns listade i Catalogue of Life.